# ネイビー・ブルー (ダイアン・リネイの曲)
「ネイビー・ブルー」（Navy Blue）は、アメリカ合衆国の歌手、ダイアン・リネイのヒット曲。

## 概要
1962年にアトコ・レコードからデビューしたダイアン・リネイであるが、2枚出したシングルはいずれもチャート入りすることはなかった。翌1963年、ボブ・クルーのプロデュースの下、リネイは20世紀フォックス・レコードと再契約し、本作品を吹き込んだ。編曲はチャーリー・カレロが行った。クルーとラリー・サントスが書いた「彼はスーパー・ボーイ（Unbelievable Guy）」のB面として発表されるも、本作品が大ヒットとなったためA面に差し替えられた。
1964年3月14日付のビルボード・Hot 100で6位を記録し、ビルボードのミドルロード・シングル・チャートで1位を記録した。
同年に発表された「キス・ミー・セイラー」は本作品の続編であり、そのためアレンジも似せてある。「キス・ミー・セイラー」はビルボード・Hot 100の29位を記録した。

## カバー・バージョン
- 伊東ゆかり - 1964年のシングル。日本語詞：安井かずみ／編曲：東海林修
- ダニー飯田とパラダイス・キング（歌は九重佑三子） - 1964年のシングル。
- ドナ・リン - 1964年のアルバム『Java Jones & My Boyfriend Got a Beatle Haircut』に収録。
- Wink - 1988年のファースト・アルバム『Moonlight Serenade』に収録。日本語詞は森本抄夜子。
- Mi-Ke - 1993年のアルバム『甦る60's 涙のバケーション』に収録。